# Marc Bischofberger
Marc Bischofberger (26 gennaio 1991) è uno sciatore freestyle svizzero specialista dello ski cross.

## Biografia
Bischofberger, nipote della sciatrice alpina Annemarie, ha disputato la sua prima gara in Coppa del Mondo nel marzo 2013 ad Åre, in Svezia. Il 10 gennaio 2015 ha ottenuto la sua prima vittoria in Coppa del Mondo a Val Thorens e lo stesso mese ha disputato i campionati mondiali di Kreischberg 2015, terminando sedicesimo nello ski cross. Ha preso parte anche ai Mondiali di Sierra Nevada 2017, prima di vincere la medaglia d'argento alle Olimpiadi di Pyeongchang 2018 dietro il canadese Brady Leman e davanti il russo Sergej Ridzik. Durante la stessa stagione ha vinto pure la Coppa del Mondo di ski cross.

## Palmarès

### Olimpiadi
- 1 medaglia:
  - 1 argento (ski cross a Pyeongchang 2018)

### Coppa del Mondo
- Vincitore della Coppa del Mondo di ski cross nel 2018
- Miglior piazzamento in classifica generale: 9º nel 2018
- 9 podi:
  - 4 vittorie
  - 2 secondi posti
  - 3 terzi posti

#### Coppa del Mondo - vittorie
| Data             | Luogo        | Paese   | Disciplina |
| ---------------- | ------------ | ------- | ---------- |
| 10 gennaio 2015  | Val Thorens  | Francia | SX         |
| 21 dicembre 2017 | San Candido  | Italia  | SX         |
| 22 dicembre 2017 | San Candido  | Italia  | SX         |
| 23 febbraio 2020 | Sunny Valley | Russia  | SX         |

Legenda:

SX = ski cross